# Варда
Варда (умро 21. априла 866) био је византијски племић и министар високог ранга. Као брат царице Теодоре, доспео је на високе функције под царем Теофилом ( в. 829–842) . Иако су га царица Теодора и Теоктист одбацили након Теофилове смрти, он је 855. осмислио Теоктистово убиство и постао де фацто намесник своме нећаку, цару Михаилу III ( в. 842–867 ). Уздигавши се до ранга Цезара, био је ефективни владар Византијског царства десет година, период који је доживео војни успех, обновљену дипломатску и мисионарску активност и интелектуални препород који је најавио македонску ренесансу. Убијен је 866. на подстицај новог миљеника цара Михаила III, Василија Македонског, који ће годину дана касније себи узурпирати престо и поставити сопствену династију на византијски престо.

## Биографија

### Младост
Варда је рођен у породици дроунгариоса Марина и Теоктисте и био је старији брат царице Теодоре, жене цара Теофила и Петронаса . Три друге сестре, Марију, Софију и Ирину, забележио је Теофанов Настављач . Породица је била јерменског порекла и настанила се у Пафлагонији . Неки савремени генеалози, укључујући Сирила Туманова и Николаса Адонца, сугеришу везу између Вардине породице са јерменским племићким кланом Мамиконијана. Међутим, према Нини Гарсојан у Оксфордском речнику Византије, „макар да је привлачна, ова теза се не може доказати због недостатка извора“. 
Цар Теофил га је 837. подигао на чин патрикија и послао заједно са војсковођом Теофобом у поход на Абасге, али су Византинци поражени. Смрћу цара Теофила, његов син цар Михаило III ( в. 842–867 ) ступио је на престо. Како је имао само две године, формиран је намеснички савет на челу са царицом Теодором. Варда и његов брат Петронас, као и њихов рођак Сергио Никетиат, такође су били чланови, али је логотет Теоктист брзо постао главни Теодорин саветник.  Варда је још увек играо активну улогу у првим данима намесништва, охрабрујући Теодору да заувек напусти иконоборство и учествујући у истрагама које су довеле до свргавања проиконоборачког патријарха Јована Граматичара и обнављања поштовања икона 843.  Међутим, Теоктист је брзо одбацио Варду. Према Симеону Логотету, Теоктист је окривио Варду за дезертерство које је довело до пораза Византије у бици код Мауропотама против Абасида 844. године, иако је сам логотет предводио византијску војску. Услед ових оптужби, Варда је прогнан из Цариграда на неодређено време. 
Након Вардиног изгнанства и смрти Сергија, Теоктист је владао заједно са царицом Теодором деценију.  Године 855. цар Михаило III је напунио петнаест година и тако је номинално постао пунолетан. Његова мајка и Теоктист су организовали избор невеста и изабрали Евдокију Декаполитису за његову невесту, не обазирући се на Михаилову приврженост његовој љубавници, Евдокији Ингерини .  Варда је искористио Михаилову огорченост због грубог начина на који се према њему опходило и почео да га окреће против намесништва. Уз Михаилову подршку, Варди је дозвољено да се врати у престоницу, а 20. новембра 855. године Теоктист је убијен.  Ово је вероватно учињено по царевом налогу, јер се каже да је Варда фаворизовао „елегантније“ уклањање свог ривала.

### Успон и пад
Са смрћу Теоктиста, намесништво је било при крају; почетком 856. цар Михаило III је прогласио преузимање пуне царске власти, а 857. царица Теодора је била принуђена да се повуче у манастир Гастрију. Ипак, пошто јецар Михајло III био више заинтересован за своја задовољства и наставак везе са Еудокијом Ингерином, Варда је сада постао де фацто намесник Царства.  Од око 858 унапређен је у највише државне службе ( магистрос и картоулариос тоу каниклеиоу ), након чега је уследило унапређење у куропалате — према Симеону Логотету, то се догодило након неуспелог покушаја атентата који је организовала царица Теодора — и коначно, на Велику среду (22. априла). 862), до цезара . Доминацију Варде потврђују невизантијски извори: ал-Табари бележи да су арапски изасланици преговарали са Вардом, а не са царем, а Бар Хебреј пише да током аудијенције у арапској амбасади, цар Михаило III није изговорио ниједну реч, већ је његов „рођак“ (највероватније Варда) који говори у његово име. Петронас је такође изашао из мрака у исто време, поставши стратег Тракезијске теме и предводећи низ успешних напада на Арапе. 
Иако су каснији извори критични према његовом карактеру, описујући га као сујетног, похлепног и гладног моћи, његове способности као администратора су широко признате. Тако је Варда основао Магнаурску школу са седиштима за филозофију, граматику, астрономију и математику, подржао научнике попут Лава Математичара и промовисао мисионарске активности Светих Ћирила и Методија у Великој Моравској . Такође је постигао низ успеха против Арапа на истоку, који је кулминирао одлучујућом битком код Лалакаона 863. године, и спровео христијанизацију Бугарске од стране византијских мисионара.  Цариградска Патрија га хвали и због његове градитељске делатности, али осим цркве посвећене Светом Димитрију изван самог града, већина грађевина које му се приписују вероватно су дело цара Василија I Македонца ( в. 867–886 ).
Године 858. Варда је збацио патријарха Игњатија и на његово место поставио патријајрха Фотија, добро образованог, али лаика. Касније хронике извештавају да је патријарх Игњатије искључио Варду из причешћа јер је одржавао инцестуозни однос са једном од својих снаха, али је прави разлог Игњатијевог свргавања вероватно било тврдоглаво патријархово одбијање да постриже царицу Теодору против њене воље, како је то захтевао, Варда. Неправилно уздизање патријарха Фотија је, међутим, отуђило папу Николу I, који је одбио да то призна. Заједно са надметањем између Рима и Цариграда око њихових мисионарских активности у Моравској и Бугарској, односи са папством су остали напети. 
Упркос великом ауторитету, Вардина контрола над његовим нећаком није била апсолутна: након што је успео да га наговори да разреши свог старог коморника ( паракоимоменос ), Дамјана, цар Михаило III је на то место поставио не једног од Вардиних штићеника, већ свог омиљеног пратиоца, немилосрдног амбициозног Василија Македонског.  Вардин положај је додатно ослабљен почетком 866. године, када је Михаило сазнао да је Евдокија Ингерина трудна са будућим Лавом VI : до сада је Варда могао да наследи престо ако се нешто деси цару, али сада је цар Михаило III имао директног наследник. Међутим, уместо да се разведе од своје жене и ожени своју дугогодишњу љубавницу, цар Михајло III је удао Ингерину за Василија Македонског, који се прво развео од сопствене жене.  У пролеће исте године, Варда је почео да окупља велику експедицију против сараценског упоришта на Криту . У пратњи цара Михаила III, Василија и двора, Варда је кренуо у Милет, где се окупљала војска. Ту га је 21. априла 866. године убио Василије, наводно због завере против цара. 
Поход је напуштен, док су се цар Михаило III и Василије вратили у Цариград, где је цар Михаило III усвојио свог пријатеља и учинио га савладаром. У септембру 867, Василије је такође извршио атентат на цара Михаила III, чиме је окончана династија Аморијаца и инаугурисан је македонски период византијске историје. 

### Породица
Бардас је био ожењен два пута. Од своје непознате прве жене, која је вероватно умрла пре 855. године, имао је сина по имену Антигон, ћерку по имену Ирена, неименованог сина и другу ћерку која се удала за логотета Симбатија (иако је можда идентична Ирени). Негде око 855. године, Варда се оженио по други пут, али се од ове жене, по имену Теодосија, развео 862. године Од Вардиних синова, Антигон је још као дечак постављен за доместика схола и још је био на тој функцији у време убиства његовог оца,  док се о другом сину мало зна, осим да му је 858. године, оженио  љубавницу његовог оца, коју је Варда одбацио да би се оженио Теодосијом, и постављена је за моностратегоса („врховног генерала“) европских тема Царства. Друга Вардина ћерка била је удата за патрикија и логотета Симбатија. Симбатије је учествовао у завери да се убије Варда, надајући се да ће га наследити. Подигао се на устанак када је Василије постао цар - савладар, али је поражен, осакаћен и прогнан. 